# EMP2
EMP2 (англ. Epithelial membrane protein 2) – білок, який кодується однойменним геном, розташованим у людей на короткому плечі 16-ї хромосоми. Довжина поліпептидного ланцюга білка становить 167 амінокислот, а молекулярна маса — 19 199.
| 10         |  | 20         |  | 30         |  | 40         |  | 50         |
| ---------- |  | ---------- |  | ---------- |  | ---------- |  | ---------- |
| MLVLLAFIIA |  | FHITSAALLF |  | IATVDNAWWV |  | GDEFFADVWR |  | ICTNNTNCTV |
| INDSFQEYST |  | LQAVQATMIL |  | STILCCIAFF |  | IFVLQLFRLK |  | QGERFVLTSI |
| IQLMSCLCVM |  | IAASIYTDRR |  | EDIHDKNAKF |  | YPVTREGSYG |  | YSYILAWVAF |
| ACTFISGMMY |  | LILRKRK    |  |            |  |            |  |            |

A: Аланін

C: Цистеїн

D: Аспарагінова кислота

E: Глутамінова кислота

F: Фенілаланін

G: Гліцин

H: Гістидин

I: Ізолейцин

K: Лізин

L: Лейцин

M: Метіонін

N: Аспарагін

P: Пролін

Q: Глутамін

R: Аргінін

S: Серин

T: Треонін

V: Валін

W: Триптофан

Локалізований у клітинній мембрані, цитоплазмі, ядрі, мембрані, апараті гольджі.